# 三重十四足球俱樂部
三重十四（ヴィアティン三重，Veertien Mie）是一家位于日本三重县桑名市的足球俱乐部，於2012年成立。隸屬於日本足球聯賽，其成立宗旨是支持日職聯百年計劃。

## 概要
一詞源自荷蘭語，意為「14」，其靈感來自俱樂部成立前視察的一個三世代共融的荷蘭體育社區，並以此為榜樣。此外，這個名稱也致敬了曾效力於荷蘭國家足球隊的傳奇球員約翰·告魯夫，因為他的背號正是14號。俱樂部的徽章中不僅包含了數字「14」，還描繪了一隻狮子，這隻獅子參考了荷蘭國家隊徽章中的設計，並加上翅膀，象徵告魯夫的綽號「飛翔的荷蘭人」。俱樂部的吉祥物是一隻名為維亞君（ヴィアくん）的獅子。
最初俱樂部的根據地設定為以桑名市和四日市市為中心的三重縣全境，後來擴展至龜山市、員辨市、桑名郡木曾岬町、三重郡菰野町及朝日町等4市3町。2015年2月成立的維亞廷三重後援會（ヴィアティン三重後援會）吸引了三重縣北勢地區的許多企業參與，上述7個自治體的首長也以名譽顧問的身分加入。之後隨著市町村合併以及亀山市和四日市市從根據地中退出，俱樂部將比賽場地所在的員辨郡東員町納入根據地，目前由2市5町組成。至於俱樂部的青年隊，其根據地仍設定為「以桑名市和四日市市為中心的三重縣全境」。

## 榮譽

### 聯賽
- 東海社會人足球聯賽乙組：1次
  - 2015年

### 盃賽
- 三重縣俱樂部錦標賽（全國俱樂部足球錦標賽預選） - 亞軍（2012年）
- 三重縣足球錦標賽（天皇盃三重縣預選）4次
  - 2014年、2019年、2023年、2024年
- 全國地區足球冠軍聯賽 - 亞軍（2016年）

## 外部連結
- 官方网站
- ヴィアティン三重後援會
- 三重十四足球俱樂部的X（前Twitter）
- 三重十四足球俱樂部的Facebook專頁
- 三重十四足球俱樂部的Instagram帳戶
- YouTube上的三重十四足球俱樂部頻道